# Marcelo Comparini
Marcelo Comparini Abt (Santiago, 27 de diciembre de 1962) es un periodista, comunicador radial, podcaster, productor y conductor televisivo chileno.

## Carrera profesional
En 1986 obtuvo el título profesional de periodista en la Universidad de Chile. En principio quería dedicarse al periodismo deportivo, incluso realizando su práctica profesional en dicha sección del diario Las Últimas Noticias. Su tesis de grado, registrada (1997) en el listado de memorias de título y seminarios de investigación del Instituto de la Comunicación e Imagen de dicho plantel de educación superior se titula: La voz de los 80.

### Radio
Empezó trabajando en radioemisora FM Tiempo (1994-1995). A continuación y durante 15 años (1999-2013) condujo los programas Café Duna y A todos nos pasa lo mismo (anteriormente llamado "Somos, pero no tanto" radio Duna, 89.7 FM) junto a Felipe Izquierdo y Marco Silva. Desde 2013 hasta 2022 se incorpora a la extinta radio Oasis (102.1 FM), donde condujo el magazine cultural El plan perfecto y también Esto no es Plaza Italia, donde compartió micrófono una vez más con Marco Silva, y que era una referencia al late show Plaza Italia del desaparecido Canal Rock & Pop. En noviembre de 2023 regresa a la radiodifusión en la misma 102.1, ahora llamada 13C Radio, al programa "Corresponsales'', en compañía de Ignacio Franzani.

### Televisión
Comenzó su carrera televisiva en 1987 —a instancias de su profesor de Televisión en la universidad, quien también era director de Canal 11—,  como editor periodístico del programa Once Deportes con Juan Francisco Ortún y libretista de Noche de Música con Sofía Andonaegui. Luego sería comentarista en el programa juvenil Extra jóvenes y conductor del programa musical Estudio Club (1989-1990), junto a Karin Yanine, ambos del mismo canal. En marzo de 1992 asume la conducción —junto con Claudia Conserva— de Extra jóvenes (1992-1995), de la misma estación, ahora llamada RTU. Esta etapa consolidó su imagen pública, por lo que hasta hoy es reconocido como un "rostro" de la televisión chilena de los años 1990. Posteriormente se mudó a la hoy desaparecida estación Rock & Pop en julio de 1996, donde conduce el estelar Plaza Italia (1996-1999), junto a Marco Silva. Tras el cierre de dicha estación ingresa a Canal 13 para animar El triciclo (1999-2000) en compañía de Kike Morandé y Fernando Paulsen, pero pronto se alejó y aceptó una oferta de Megavisión para asumir la conducción de Combinado Nacional (2001), sin mucha suerte. Poco después retorna a Canal 13, buscando resucitar el viejo Plaza Italia en 2004 y aprovechando la oportunidad de compartir pantalla con su socio radial Felipe Izquierdo en el programa deportivo Pelotas (2004). A continuación fue panelista (2005-2006) del matinal Viva la mañana, para posteriormente integrarse al equipo del hoy desaparecido programa sensacionalista Alfombra Roja (2006, 2011); pero es en la señal de cable de este canal (13C) donde encontró su nicho, primero con los desaparecidos estelares de conversación El Lado C (2009) y Súper Late (2012), y enseguida con el exitoso City Tour (2009-2022), cuya conducción delegó en Federico Sánchez, a quien acompañaba tras cámaras. En 2022 es contratado por TVN, para sumarse al área cultural. Desde febrero de 2023, y nuevamente junto a Sánchez, conduce el programa Atlas de Chile, con un formato similar al de City Tour. En noviembre de ese mismo año se estrena Atlas del Mundo, sin embargo a comienzos de 2024 Comparini se retira del espacio televisivo por problemas de agenda (incompatibilidad entre grabaciones en viaje y su trabajo en radio).

## Vida personal
Es el segundo de cuatro hermanos e hijo de Ernesto Comparini, piloto de carreras en citroneta y que alguna vez tuvo de copiloto a Eliseo Salazar. Creció en la comuna de Las Condes, Santiago. Realizó sus estudios secundarios en el colegio San Juan Evangelista.
Fanático del fútbol, abrazó la carrera periodística siguiendo el ejemplo de su abuelo y tío-abuelo, ambos periodistas deportivos. Melómano confeso (dueño de una colección de cuatro mil discos compactos de música), Comparini se declara renuente a dar entrevistas y hablar sobre su vida privada. En un par de ocasiones ha reconocido que siendo joven asistió a psicoterapia para conectar mejor con su lado afectivo, debido a una aparente dificultad para establecer relaciones sentimentales maduras o expresar emociones.
A fines de los años 1980, sostuvo un breve noviazgo con su entonces compañera de labores en Extra Jóvenes, Katherine Salosny.
En 1994 contrajo matrimonio con Catalina Pávez, con quien tiene cuatro hijos.
En 2011, y junto a otros cinco destacados comunicadores de radio y televisión chilena (Felipe Camiroaga, Ricarte Soto, Leo Caprile, Jorge Hevia e Ignacio Franzani), participó en un video de apoyo a las demandas del Movimiento Estudiantil. Se trata del segundo episodio (el primero fue protagonizado por conocidas actrices de teatro y televisión) de una serie realizada por alumnos de las carreras de cine y periodismo de la Universidad de Chile.

## Controversias
- En 1995, mientras era presentador de Extra Jóvenes, dio unas declaraciones al periódico vespertino La Segunda contra el entonces senador de la república Sebastián Piñera, puesto que se rumoreaba que el entonces parlamentario sería el segundo socio mayoritario de Chilevisión luego de que la Universidad de Chile se desprendiera de los activos del canal. Esto dio pie a que fuese despedido de la estación y que así emigrase a Canal 2 Rock & Pop para conducir el recordado espacio Plaza Italia.

- En 2001 Megavisión amenazó con demandarlo por incumplimiento de contrato, tras su decisión de abandonar la conducción de Combinado Nacional para mudarse a otra estación televisiva.[cita requerida]

- En abril de 2006, Comparini, Izquierdo y Silva realizaron una broma telefónica[28] (actividad frecuente en el marco del programa Psicótropico de Radio Duna), contactando a servicios de emergencia de San Pedro de Atacama para informar que un grupo de turistas se había extraviado cerca del volcán Láscar, entonces activo. La broma escaló hasta llegar a la ONEMI, que movilizó efectivos de emergencia y rescate en la zona, sin percatarse que todo era un fraude.[29] Posteriormente, la estación radial pidió disculpas y llegó a un acuerdo legal compensatorio por cerca de 4 millones de pesos en equipamiento de rescate para el Comité Comunal de Emergencias, material entregado a través de la I. Municipalidad de San Pedro de Atacama.[30]